# Periscyphops brunneus
Periscyphops brunneus là một loài chân đều trong họ Eubelidae. Loài này được Schmoelzer miêu tả khoa học năm 1974.